# Theo James
Theodore Peter James Kinnaird Taptiklis (* 16. prosince 1984 Oxford, Spojené království), známý jako Theo James, je britský herec a hudebník. Mezi jeho nejznámější role patří Jed Harper v seriálu Bedlam, Walter William Clark mladší v kriminálním seriálu Policajt z New Yorku a Tobias Eaton zvaný Čtyřka ve filmech Divergence, Rezistence a Aliance.

## Životopis
Narodil se v Oxfordu ve Spojeném království. Je synem Jane a Philipa Taptiklis a je nejmladší z pěti dětí, má dva bratry a dvě sestry. Má řecké, anglické a skotské kořeny. Navštěvoval Aylesbury Grammar School a na Univerzitě v Nottinghamu získal titul ve filosofii. Zkušenosti s herectvím získal v Briston Old Vic Theatre School.

## Kariéra

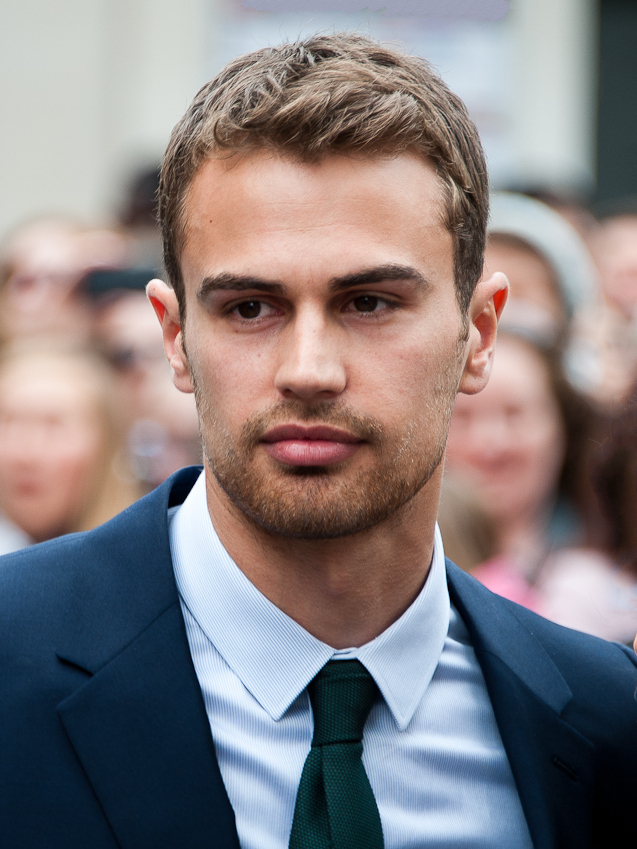
Theo James na premiéře filmu Divergence

### Herectví
Jeho první role přišla v seriálu A Passionate Woman v roce 2010. Objevil se v jedné epizodě první série seriálu Panství Downton, kde hrál tureckého diplomata Kemala Pamuka. Hlavní roli Jeda Harpera ztvárnil v seriálu Bedlam. Seriál byl po dvanácti epizodách zrušen. V roce 2012 si zahrál v adaptaci novely Johna Braina, Místo nahoře. V posledním ročníku dramatické školy získal roli ve filmu Poznáš muže svých snů. Roli Jamese si zahrál ve filmu Přizdis*áči v roce 2011. Ten samý rok získal roli Davida ve filmu Underworld: Probuzení, po boku Kate Beckinsale. V roce 2012 se objevil ve dvou epizodách ITV seriálu Case Sensitive.
Získal hlavní roli Tobiase „Čtyřky“ Eatona ve filmové adaptaci knihy Veronicy Roth Divergence. V roce 2016 si zahrál po boku Amber Heardové, Billyho Boba Thortona ve filmové adaptaci London Fields a ve dramatickém filmu Franny, po boku Richarda Gereho a Dakoty Fanning. Roli Tobiase „Čtyřky“ Eatona si zopakoval v sequelech filmu: Rezistence (2015), Aliance (2016). Jako David se znovu objevil ve filmu Underworld: Krvavé války.

### Hudba
Byl zpěvákem a kytaristou londýnské skupiny Shere Khan. Dne 21. listopadu 2012 prostřednictvím své facebookové stránky ohlásil konec skupiny.

## Osobní život
V roce 2009 navázal vztah s irskou herečkou Ruth Kearney. Vzali dne 25. srpna 2018 v Londýně.

## Filmografie

### Film
| Rok  | Název                    | Role                         | Poznámky               |
| ---- | ------------------------ | ---------------------------- | ---------------------- |
| 2010 | Poznáš muže svých snů    | Ray                          |                        |
| 2011 | Přizdis*áči              | James                        |                        |
| 2012 | Underworld: Probuzení    | David                        |                        |
| 2012 | The Domino Effect        | host na večírku              |                        |
| 2014 | Divergence               | Tobias „Čtyřka“ Eaton        |                        |
| 2015 | Rezistence               | Tobias „Čtyřka“ Eaton        |                        |
| 2015 | Franny                   | Luke                         |                        |
| 2016 | Aliance                  | Tobias Eaton                 |                        |
| 2016 | Proti všem               | Lord James Mangan            |                        |
| 2016 | Underworld: Krvavé války | David                        |                        |
| 2018 | Skandál v OSN            | Michael                      | také výkonný producent |
| 2018 | Zoe                      | Ash                          |                        |
| 2018 | How It Ends              | Will                         |                        |
| 2018 | Londýnská pole           | Guy Clinch                   |                        |
| 2019 | Zloději a lháři          | Ivan                         | také výkonný producent |
| 2020 | Archive                  | George Almore                | také producent         |
| 2021 | Zaklínač: Vlčí sen       | Vesemir (hlas)               |                        |
| 2022 | Dvojník                  | Robert Michaels              |                        |
| 2022 | Malcolmův seznam         | Henry Ossory                 |                        |
| 2025 | Opice                    | Hal Shelburn / Bill Shelburn |                        |

### Televize
| Rok       | Název                     | Role                        | Poznámky                                    |
| --------- | ------------------------- | --------------------------- | ------------------------------------------- |
| 2010      | A Passionate Woman        | Alex „Craze“ Crazenovski    | 2 díly                                      |
| 2010      | Panství Downton           | Kemal Pamuk                 | díl: „Epizoda 3“                            |
| 2011      | Bedlam                    | Jed Harper                  | 6 dílů                                      |
| 2012      | Case Sensitive            | Aidan Harper                | 2 díly                                      |
| 2012      | Místo nahoře              | Jack Wales                  | 2 díly                                      |
| 2013      | Policajt z New Yorku      | Walter William Clark mladší | hlavní role, 13 dílů                        |
| 2018–2021 | Castlevania               | Hector (hlas)               | hlavní role, 19 dílů (2.–⁠4. řada)           |
| 2019      | Sanditon                  | Sidney Parker               | hlavní role, 8 dílů, také výkonný producent |
| 2019      | Temný krystal: Věk vzdoru | Rek'yr (hlas)               | minisérie, 2 díly                           |
| 2019      | Zaklínač                  | mladý Vesemir (hlas)        | díl: „Něco více“                            |
| 2022      | Zakletý v čase            | Henry DeTable               | hlavní role                                 |
| 2022      | Bílý lotos                | Cameron Sullivan            | hlavní role (2. řada)                       |
| 2024      | Gentlemani                | Edward Horniman             | hlavní role, 8 dílů                         |

### Divadlo
| Rok  | Název              | Role  | Lokace            |
| ---- | ------------------ | ----- | ----------------- |
| 2017 | Sex with Strangers | Ethan | Hampstead Theatre |
| 2020 | City of Angels     | Stone | Garrick Theatre   |

## Ocenění a nominace
| Rok  | Ocenění                   | Kategorie                                                            | Práce      | Výsledek  |
| ---- | ------------------------- | -------------------------------------------------------------------- | ---------- | --------- |
| 2014 | Teen Choice Awards        | nejlepší akční herec                                                 | Divergence | vítězství |
| 2014 | Teen Choice Awards        | objev roku                                                           | Divergence | nominace  |
| 2014 | Young Hollywood Awards    | nejoblíbenější herec                                                 | Divergence | nominace  |
| 2014 | Young Hollywood Awards    | nejlepší filmový pár (sdíleno se Shailene Woodley)                   | Divergence | nominace  |
| 2015 | People's Choice Awards    | nejlepší filmová dvojice (sdíleno se Shailene Woodley)               | Divergence | vítězství |
| 2015 | Teen Choice Awards        | nejlepší filmový herec: akční film                                   | Rezistence | nominace  |
| 2015 | Teen Choice Awards        | nejlepší filmový polibek (sdíleno se Shailene Woodley)               | Rezistence | vítězství |
| 2016 | Teen Choice Awards        | nejlepší filmový herec: akční film                                   | Aliance    | nominace  |
| 2016 | Teen Choice Awards        | nejlepší filmová chemie (sdíleno se Shailene Woodley)                | Aliance    | nominace  |
| 2016 | Teen Choice Awards        | nejlepší filmový polibek (sdíleno se Shailene Woodley)               | Aliance    | nominace  |
| 2023 | Primetime Emmy Awards     | nejlepší mužský herecký výkon ve vedlejší roli v dramatickém seriálu | Bílý lotos | nominace  |
| 2023 | Screen Actors Guild Award | nejlepší obsazení (drama)                                            | Bílý lotos | vítězství |